# Jessica Tandy
Jessica Alice Tandy (n. 7 iunie 1909, Londra, Regatul Unit al Marii Britanii și Irlandei – d. 11 septembrie 1994, Connecticut, SUA) a fost o actriță americană de teatru și film de origine britanică, laureată a premiului Oscar în anul 1990 pentru rolul Daisy Werthan din filmul Șoferul doamnei Daisy, regizat de Bruce Beresford.

## Filmografie

### Film
| An   | Titlu                                                                        | Rol                     | Note |
| ---- | ---------------------------------------------------------------------------- | ----------------------- | --- |
| 1932 | The Indiscretions of Eve                                                     | Maid                    | |
| 1938 | Murder in the Family                                                         | Ann Osborne             | |
| 1944 | The Seventh Cross                                                            | Liesel Roeder           | |
| 1944 | Blonde Fever                                                                 | Diner at Inn            | nemenționată |
| 1945 | The Valley of Decision                                                       | Louise Kane             | |
| 1946 | The Green Years                                                              | Kate Leckie             | |
| 1946 | Dragonwyck                                                                   | Peggy O'Malley          | |
| 1947 | Forever Amber                                                                | Nan Britton             | |
| 1948 | A Woman's Vengeance                                                          | Janet Spence            | |
| 1950 | September Affair                                                             | Catherine Lawrence      | |
| 1951 | Vulpea deșertului (The Desert Fox: The Story of Rommel)                      | Frau Lucie Maria Rommel | |
| 1956 | Producers' Showcase                                                          |                         | Nominalizare—Primetime Emmy Award for Outstanding Lead Actress in a Miniseries or a Movie |
| 1957 | The Glass Eye                                                                | Julia Lester            | Scurtmetraj prezentat în "Alfred Hitchcock Presents" |
| 1958 | The Light in the Forest                                                      | Myra Butler             | |
| 1962 | Aventurile unui tânăr (Hemingway's Adventures of a Young Man)                | Helen Adams             | Nominalizare—Golden Globe Award for Best Supporting Actress – Motion Picture |
| 1963 | The Birds                                                                    | Lydia Brenner           | |
| 1975 | Bicentennial Minute for 31 August 1775, Destruction of Boston's Liberty Tree | Rolul ei                | CBS Television Network, 31 August 1975 - Sponsor: Royal Dutch Shell |
| 1976 | Butley                                                                       | Edna Shaft              | |
| 1981 | Honky Tonk Freeway                                                           | Carol                   | |
| 1982 | The World According to Garp                                                  | Mrs. Fields             | |
| 1982 | Still of the Night                                                           | Grace Rice              | |
| 1982 | Best Friends                                                                 | Eleanor McCullen        | |
| 1984 | The Bostonians                                                               | Miss Birdseye           | |
| 1984 | Terror in the Aisles                                                         | Rolul ei                | Imagini de arhivă |
| 1985 | Cocoon                                                                       | Alma Finley             | Nominalizare—Saturn Award for Best Actress |
| 1987 | Foxfire                                                                      | Annie Nations           | Film TV Primetime Emmy Award for Outstanding Lead Actress in a Miniseries or a Movie |
| 1987 | *batteries not included                                                      | Faye Riley              | Saturn Award for Best Actress |
| 1988 | The House on Carroll Street                                                  | Miss Venable            | |
| 1988 | Cocoon: The Return                                                           | Alma Finley             | Nominalizare—Saturn Award for Best Actress |
| 1989 | Șoferul Doamnei Daisy (Driving Miss Daisy)                                   | Daisy Werthan           | Academy Award for Best Actress BAFTA Award for Best Actress in a Leading Role Boston Society of Film Critics Award for Best Actress David di Donatello Award for Best Foreign Actress Golden Globe Award for Best Actress – Motion Picture Musical or Comedy Kansas City Film Critics Circle Award for Best Actress Silver Bear for the Best Joint Performance (with Morgan Freeman) Nominalizare—American Comedy Award for Funniest Actress in a Motion Picture Nominalizare—National Society of Film Critics Award for Best Actress Nominalizare—New York Film Critics Circle Award for Best Actress |
| 1991 | The Story Lady                                                               | Grace McQueen           | Film TV Nominalizare—Golden Globe Award for Best Actress – Miniseries or Television Film |
| 1991 | Fried Green Tomatoes                                                         | Ninny Threadgoode       | Nominalizare—Academy Award for Best Supporting Actress Nominalizare—American Comedy Award for Funniest Supporting Actress in a Motion Picture Nominalizare—BAFTA Award for Best Actress in a Leading Role Nominalizare—Golden Globe Award for Best Supporting Actress – Motion Picture |
| 1992 | Used People                                                                  | Freida                  | |
| 1993 | To Dance with the White Dog                                                  | Cora Peek               | Film TV Nominalizare—Primetime Emmy Award for Outstanding Lead Actress in a Miniseries or a Movie |
| 1994 | A Century of Cinema                                                          | Rolul ei                | documentar |
| 1994 | Camilla                                                                      | Camilla Cara            | Lansat postum |
| 1994 | Nobody's Fool                                                                | Beryl Peoples           | Lansat postum, (ultimul rol de film) |

*Re-lansat pe DVD ca  The Christmas Story Lady